# تروه سيزار هونيونون
تروه سيزار هونيونون (بالفرنسية: Troh Cesar Hougnonhon)‏ (مواليد 13 سبتمبر 1990 في ساحل العاج) هو لاعب كرة قدم عاجي يجيد اللعب في مركز المدافع.